# Хассі-Р'Мель – Арзу (трубопровід для ЗНГ)
Хассі-Р'Мель – Арзу (трубопровід для ЗНГ) – трубопровідна система в Алжирі, призначена для транспортування зрідженого нафтового газу (ЗНГ, пропан-бутанова фракція).
З 1973-го вироблений на найбільшому алжирському газовому родовищі зріджений нафтовий газ (ЗНГ, пропан-бутанова фракція) міг видаватись по трубопроводу Хассі-Месауд – Хассі-Р'Мель – Арзу. З плином часу виробництво на Хассі-Р'Мель зростало, крім того, сюди почав надходити додатковий ресурс по ЗНГ-трубопроводам Алрар – Хассі-Р'Мель та Хассі-Месауд – Хассі-Р'Мель. Як наслідок, проклали ще два трубопроводи для транспортування ЗНГ від Хассі-Р'Мель до Арзу:
- в 1984-му ввели в дію трубопровід LZ1 довжиною 503 км, що виконаний в діаметрі 600 мм та має пропускну здатність 9 млн тонн на рік;
- в 2009-му став до ладу трубопровід LZ2 довжиною 495 км, що так само виконаний в діаметрі 600 мм, але має пропускну здатність 6 млн тонн на рік.
Доправлений в Арзу може експортуватись через портовий термінал, проте спершу більшість ресурсу спрямовується на установку фракціонування, що продукує товарні пропан та бутан.